# Осада Потидеи (480 до н. э.)
Осада Потидеи (480 до н. э.) — неудачная осада греческого города Потидея персидскими войсками под командованием Артабаза.

## Предыстория
Летом 480 до н. э. 200-тысячная персидская армия во главе с персидским царём Ксерксом I вторглась в Грецию. По морю в Грецию плыл персидский флот. Некоторые греческие государства встали на сторону персов, в том числе Потидея и Олинф, другие города образовали антиперсидский Эллинский союз, третьи сохраняли нейтралитет. В битве при Саламине персидский флот потерпел сокрушительное поражение от флота Эллинского союза. После этого Ксеркс отступил со значительной частью войска в Азию, а 100 000 солдат под командованием Мардония решил оставить в Греции. Мардоний провожал царя до Фессалии, предводитель парфян и хорасмиев Артабаз — до Геллеспонта. В это же время потидейцы открыто отпали от персов. Когда Ксеркс переправился в Азию, Артабаз с 6000 солдат возвратился на полуостров Паллена. Он решил «не упустить случая продать в рабство отпавших от царя потидейцев».

## Осада
В конце 480 до н. э. Артабаз начал осаду Потидеи. В это же время восстали олинфяне, тогда Артабаз отвёл часть войска к Олинфу, осадил его и взял. После взятия Олинфа персы обратились со всеми силами против Потидеи. Во время осады один из военачальников потидейцев, Тимоксейн, договорился с Артабазом предать город и открыть его ворота. Измена была открыта вот каким образом:
«Всякий раз когда Тимоксейн писал записку, желая отослать Артабазу, или Артабаз Тимоксейну, то письмо прикреплялось к зарубкам на нижнем конце стрелы (так, чтобы она была покрыта перьями), и затем стрелу пускали в условленное место. Однако замысел Тимоксейна предать Потидею открылся. Именно Артабаз, выпустив стрелу в условленное место, промахнулся и поразил в плечо какого-то потидейца. Около раненого собралась толпа народа, как это часто бывает на войне. Люди тотчас вынули из раны стрелу и, заметив записку, отнесли её военачальникам (в городе находились военачальники вспомогательных отрядов союзных городов Паллены). Те прочитали записку и открыли изменника. Однако было решено не клеймить Тимоксейна как изменника ради города скионян, чтобы в будущем скионян вечно не звали предателями.»
Осада уже растянулась на 3 месяца. На море начался отлив, а затем прилив, который и погубил часть персидского войска.

## Итоги
После этого Артабаз отвёл оставшиеся войска на зимовку в Фессалию и Македонию, где и соединился с Мардонием.